# 第一哲学
第一哲学（だいいちてつがく、ギリシア語: prōtē philosophia、フランス語: la philosophie première、英語: the first philosophy）とは、アリストテレスによって提唱された哲学の一分類（法）であり、存在しているということをテーマ・問題として ≪存在すること≫の根本原理や根本原因を研究する学問のこと。
アリストテレスの時代には「philosophia 哲学」といえば、知的な探究の総称であり、あらゆる知的な探究を指しており、たとえば自然学や数学などといった様々な分野も含めていた。≪第一哲学≫と言えば、哲学の中に配置されうる各学問の中のひとつであり、その中でも≪第一哲学≫は最上位の学問と位置付けられていた。
アリストテレスはその著書のひとつ（現在『形而上学』と呼ばれる書物）において、存在一般の根本原理や原因を探求する学問と、（その原理や原因の結果によって、たまたま生じたもの（＝自然）を扱う学、と位置付けられた）自然学とを比較し、存在の根本原理や原因を扱う学のほうがより重要で、最重要である、と位置づけ、それを「第一哲学」と呼んだわけである。（それと比較して、自然哲学のほうは「第二哲学」と呼んだ。）
なお（ある意味、現代人にとっては話が混線し、ややこしい話になってしまうが）アリストテレスは、存在の根本原因は神である、と考えたので、この学問を「神学」とも呼んだ。
このアリストテレスが「第一哲学」と呼んだ学についての書やその内容については、後の時代、ロードスのアンドロニコス (あるいは彼以前のペリパトス派の哲学者、ともされる) によってアリストテレスの著作や講義が編集された時に（あいにくと明確な題名がついておらず）、『自然学』の次に配置されたという理由で「"ta meta ta physika" タ・メタ・ピュシカ」（意味としては『自然学の次なる書』）と（仮に）呼ばれ、それがきっかけとなって、後の時代に「metaphysica メタピュシカ」と呼ばれることになった。よってアリストテレスが「第一哲学」と呼んだ学は、（おおむね今日「形而上学」と呼ばれているものに相当するわけで）、アリストテレスが「第一哲学」という呼称で指した学は、端的には、アリストテレスの『形而上学』それ自体を読むことによってその内容を知ることができるわけである。
第一哲学のその後の時代の流布や展開について解説すると、5世紀ころからシリアのキリスト教徒ら（ネストリウス派のキリスト教徒たちで、ヨーロッパのキリスト教とは流れが異なっている集団）はアリストテレスの文献をシリア語に翻訳する、ということを行っていた。また832年にはアッバース朝第7代カリフ・マアムーンがバグダードに翻訳や諸学問の研究を行う官立研究所「知恵の館（バイト・アル＝ヒクマ）」を設立し、ギリシア語・シリア語・パフラヴィー語・（インドの）サンスクリット語などで書かれた文献の相互翻訳・研究が行われた結果、アラブ世界（イスラーム世界）ではアリストテレス哲学の研究が進み、アリストテレス哲学についての注釈書が多数書かれた。
12世紀にヨーロッパ人に対して、アラビア語で書かれた様々な文献がアラビア語からラテン語に翻訳される形で紹介される、という大きな潮流が起き（12世紀ルネサンス）、翻訳された中にはアリストテレス哲学の注釈本も多数あった。（そのほとんどがアリストテレスが書いた文章自体ではなく、それに関する注釈本、解説本であり、アリストテレスの文章が伝わったとしても、一旦アラビア語に翻訳された後にさらにラテン語に翻訳されたものではあったが、ともかくも）それまでアリストテレスの哲学をほとんど全く知らなかったヨーロッパ人にも、その要点が知られるようになった。やがてスペインのトレドやイタリアのいくつかの都市で、直接、ギリシア語の本からラテン語へと翻訳されるようになった。そしてアリストテレスの第一哲学は中世ヨーロッパのスコラ学という学問的枠組み（制度、伝統）の中で扱われるようになり、中世哲学の哲学者らによって研究され、発展させられた。なかでもトマス・アクィナスによる第一哲学の展開には著しいものがあった。アクィナスはイスラームと対抗しつつヨーロッパのキリスト教を擁護・擁立するためにも、第一哲学を用いることでヨーロッパのキリスト教の哲学的な理論づけ部分を強化したのであった。アクィナスの著作は高い評価を受け、第一哲学は中世ヨーロッパの知的活動の中で長きに渡り重要な役割を果たしたのである。
さらに時代が下り17世紀、1641年、フランスでデカルトがMeditationes de prima philosophia(『第一哲学に関する諸省察』)を刊行し、第一哲学に関して批判を展開した。これをきっかけとして、そしてさらに数世紀にわたる幾多の紆余曲折を経つつ、諸哲学（＝諸学問）の体系が徐々に変化してゆくことになったわけである。